# Skyfox
Skyfox est un jeu vidéo de simulation de vol de combat conçu par Ray Tobey et publié par Electronic Arts en 1984 sur Apple II. Il est ensuite porté sur Commodore 64, Amiga, Atari ST, Macintosh, ZX Spectrum et Amstrad CPC. Le joueur y pilote un avion de chasse futuriste disposant de missiles à tête chercheuse, de canons laser et de boucliers déflecteur. Son objectif est de repérer et de détruire les tanks, les avions et les vaisseaux ennemis au cours de quinze scénarios. Le jeu bénéficie d’une suite, Skyfox II: The Cygnus Conflict, publiée en 1987.
Il est à noter que seule la version Apple II comporte un Easter egg:durant le jeu en appuyant simultanément sur CTRL+G vous aurez droit à un mini jeu genre Space Invaders.

## Accueil
| Skyfox            |      |       |
| Média             | Nat. | Notes |
| Commodore User    | GB   | 3/5   |
| The Games Machine | GB   | 60 %  |
| Zzap!64           | GB   | 91 %  |